# دايفيد ويلسون (لاعب اتحاد الرغبي)
دايفيد ويلسون (بالإنجليزية: David Wilson)‏ (و. 1985  م) هو لاعب اتحاد الرغبي، من المملكة المتحدة، يلعب كمبعد ‏.

## التعليم
تعلم في Harton Academy ‏.

## روابط خارجية
- دايفيد ويلسون على موقع دوري الرغبي الممتاز (الإنجليزية)
- دايفيد ويلسون عل موقع إسبنسكروم (الإنجليزية)
- دايفيد ويلسون على موقع ItsRugby.co.uk (الإنجليزية)